# Heerlijkheid Münzenberg

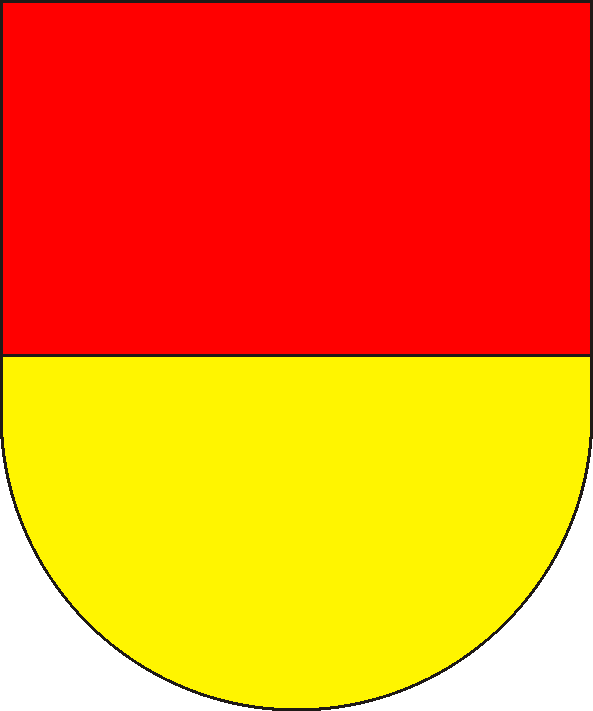
Wapen van Münzenberg

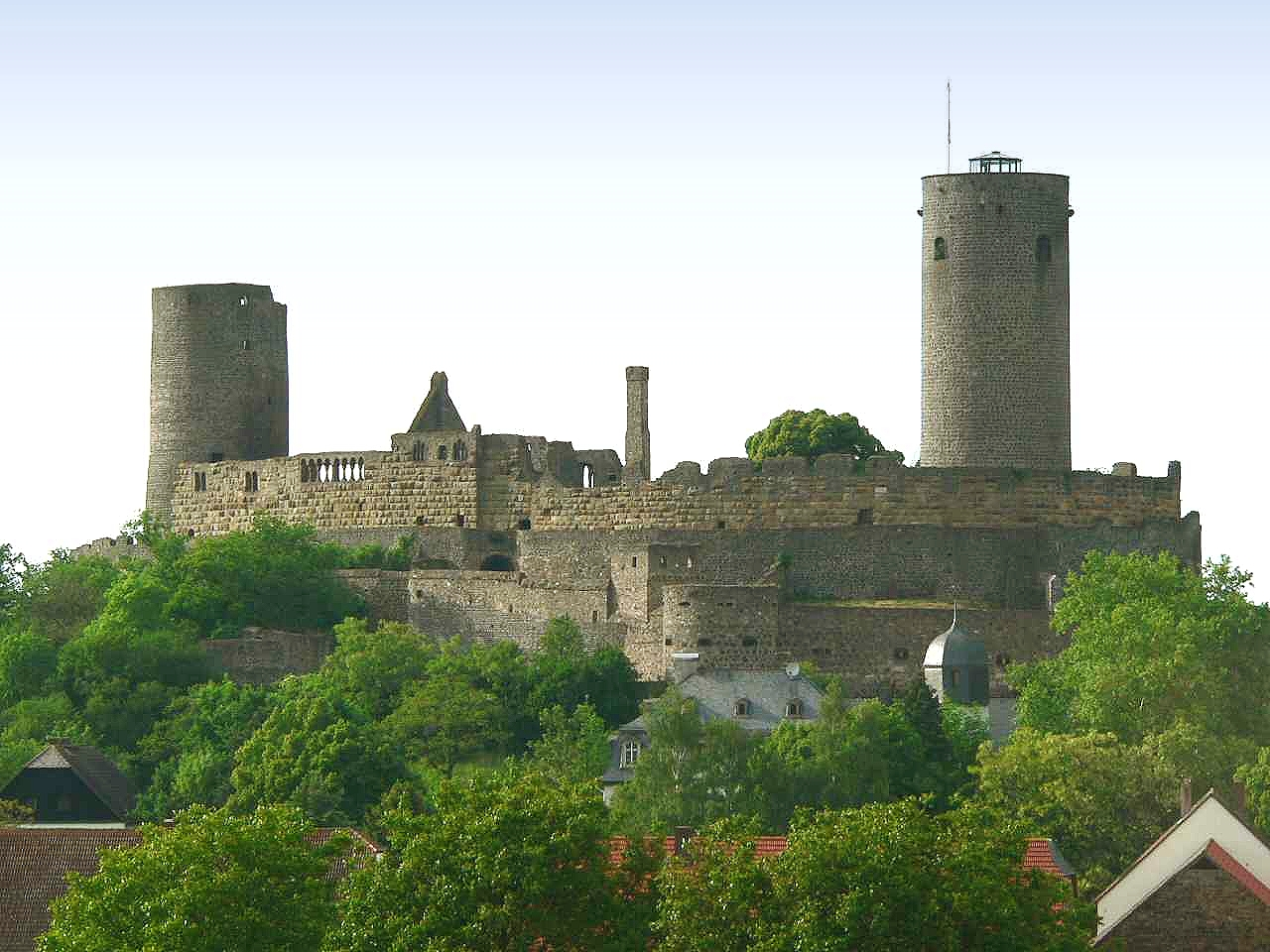
Burcht Münzenberg

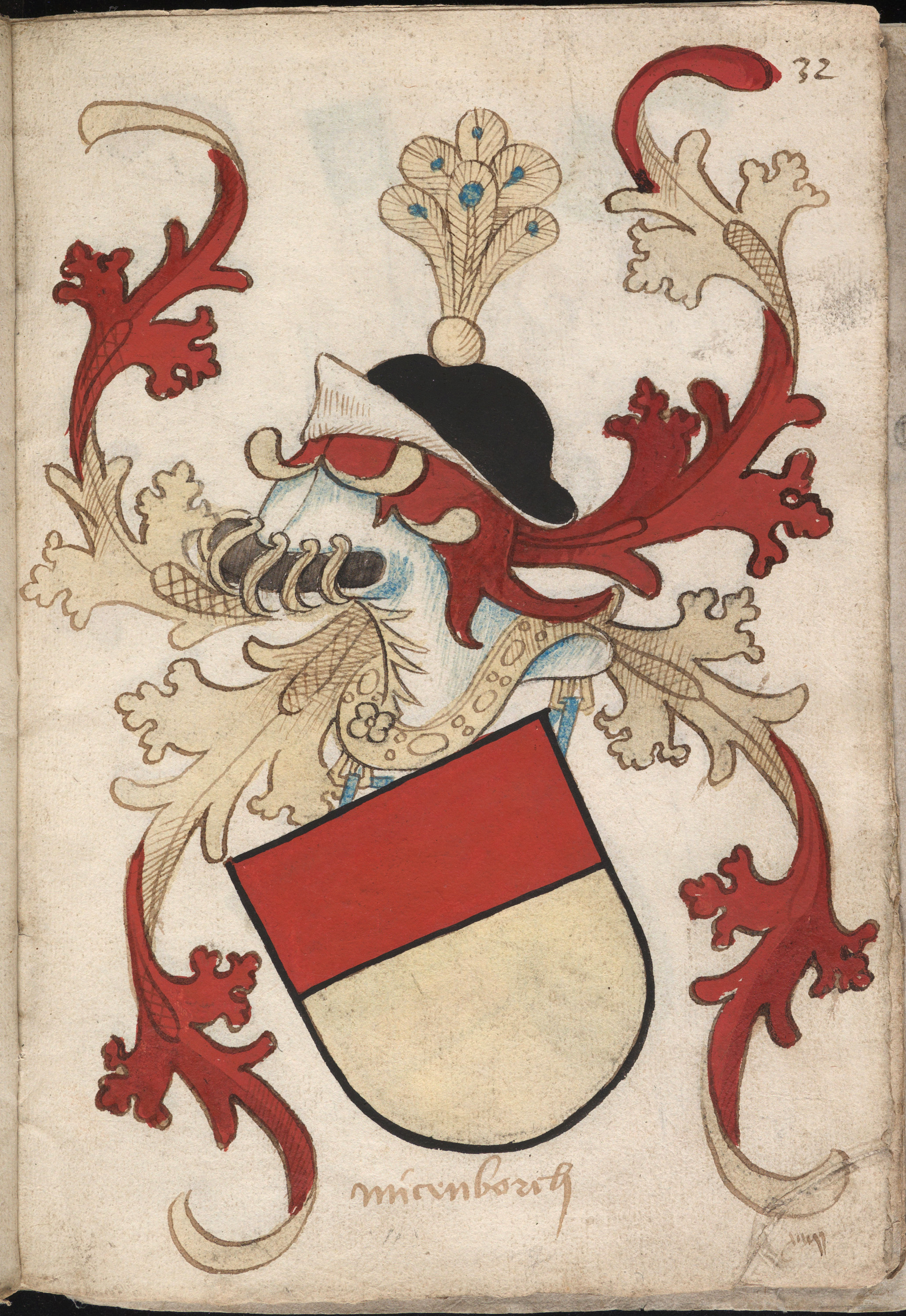
Wapen van Münzenberg uit het Wapenboek Nassau-Vianden (ca. 1490)

Münzenberg was een tot de Boven-Rijnse Kreits behorende heerlijkheid binnen het Heilige Roomse Rijk.
Voor 1160 bouwde de rijksministeriaal Kuno I van Hagen-Arnsburg de burcht Münzenberg in de Wetterau. De burcht was het middelpunt van de voor het eerst in 1155/6 vermelde heerlijkheid. Na 1170 werd de heerlijkheid uitgebreid met een deel van het graafschap Nürings. De heerlijkheid bestond uit circa 100 dorpen met Assenheim, Königstein, Dreieichenhain en Babenhausen.
Nadat de dynastie in 1255 met Ulrich II was uitgestorven, kwam het bezit aan zijn vijf zusters:
- Adelheid, gehuwd met Reinhard van Hanau kreeg Babenhausen en 8/48 deel van Münzenberg
- Isengard, gehuwd met Philips I van Falkenstein kreeg 8/48 deel van Münzenberg
- Elisabeth, gehuwd met een van Weinsberg, verkoopt haar deel in 1270 aan Falkenstein
- Hedwig, gehuwd met Hendrik van Pappenheim, verkoopt haar deel in 1286 aan Falkenstein
- Agnes, gehuwd met Koenraad van Schönberg verkoopt haar deel in 1272 aan Falkenstein

De laatste graaf van Falkenstein werd in 1418 opgevolgd door zijn zusters:
- Luckarda, gehuwd met Eberhard I van Eppstein kreeg 20/48 deel
- Agnes, gehuwd met Otto van Solms kreeg 20/48 deel

Het aandeel van Eppstein werd in 1581 verdeeld door:
- keurvorstendom Mainz (10/48 deel)
- graafschap Stolberg (10/48 deel)

In 1684 stond het keurvorstendom Mainz zijn aandeel af aan het graafschap Hanau-Münzenberg, waardoor het aandeel van Hanau 18/48 deel werd.
Na het uitsterven van Hanau-Münzenberg in 1642 vielen de bezittingen grotendeels aan Hanau-Lichtenberg. Omdat Hanau-Münzenberg een achterleen van Saksen was, werden in 1724 de ambten Landeck en Frauensee bij verdrag aan Saksen afgestaan. Na het uitsterven van Hanau in 1736 viel het bezit aan Hessen-Kassel. Saksen verkocht zijn aandeel in 1742 aan Hessen-Kassel.
Bij het einde van het Heilige Roomse Rijk in 1806 was de verdeling als volgt:
- graafschap Solms-Braunfels: 15/48
- graafschap Solms-Laubach: 5/48
- graafschap Stolberg-Wernigerode: 10/48
- keurvorstendom Hessen-Kassel:18/48

In 1806 kwam het gebied onder Frans bestuur. Frankrijk stond het gebied in 1810 af aan het groothertogdom Hessen-Darmstadt